# 副總統國家安全顧問
總統事務助理暨副總統國家安全顧問（英語：Assistant to the President and National Security Advisor to the Vice President），簡稱副總統國家安全顧問，是美國副總統辦公室中執掌外交政策與國家安全的官員，負責提供美国副总统關於國家安全事務的建議，並向國家安全會議呈報相關提議。
現任副總統賀錦麗的國家安全顧問是菲利普·戈登。

## 歷任顧問
| 姓名              | 副總統    | 上任時間       | 離任時間       |
| ----------------- | --------- | -------------- | -------------- |
| 利昂·弗斯         | 阿尔·戈尔 | 1993年1月20日  | 2001年1月20日  |
| 路易斯·利比       | 迪克·切尼 | 2001年1月20日  | 2005年10月28日 |
| 約翰·P·漢納       | 迪克·切尼 | 2005年10月28日 | 2009年1月20日  |
| 安東尼·布林肯     | 乔·拜登   | 2009年1月20日  | 2013年1月20日  |
| 杰克·沙利文       | 乔·拜登   | 2013年2月26日  | 2014年8月1日   |
| 科林·卡尔         | 乔·拜登   | 2014年8月1日   | 2017年1月26日  |
| 安德烈亞·L·湯普森 | 迈克·彭斯 | 2017年1月26日  | 2017年9月11日  |
| 基思·凱洛格       | 迈克·彭斯 | 2018年1月27日  | 2021年1月20日  |
| 南希·麥克道尼     | 賀錦麗    | 2021年1月20日  | 2022年3月21日  |
| 菲利普·戈登       | 賀錦麗    | 2022年3月21日  | 現任           |